# Den Helder Suns
El Den Helder Suns es un equipo de baloncesto holandés que compite en la BNXT League, la nueva liga fruto de la fusión de la Dutch Basketball League neerlandesa y la Pro Basketball League belga. Tiene su sede en la ciudad de Den Helder. Disputa sus partidos en el Sporthal Sportlaan, con capacidad para 1000 espectadores.

## Historia
Tras la bancarrora del antiguo equipo de los Den Helder Kings durante la temporada 2013-2014, la ciudad de Den Helder se quedó durante tres años sin equipo profesional. En 2016 se fundó el equipo de los Suns, con el objetivo de regresar a la FEB Eredivisie. El 30 de junio de 2017, los Den Helder Suns anunciaron su regreso a la máxima competición en la temporada 2017–18 . El 14 de julio de ese mismo año, the Suns presentaron a Peter van Noord como el entrenador principal.
En su primera temporada en la élite, los Suns acabaron en la octava posición en la temporada regular, únicamente superando al BAL, último clasificado. El capitán Tjoe de Paula, que jugó en diferentes clubes de Den Helder con anterioridad, vio como su camiseta era retirada como homenaje el 19 de abril de 2018.

## Temporada a temporada
| Temporada | Nivel | Liga           | Pos. | G_P   | NBB Cup          |
| --------- | ----- | -------------- | ---- | ----- | ---------------- |
| 2017–18   | 1     | FEB Eredivisie | .8º  | 6–28  | Cuartos de final |
| 2018–19   | 1     | FEB Eredivisie | 5.º  | 12–22 | Octavos de final |
| 2019–20   | 1     | FEB Eredivisie | 7.º  | 7–16  | Semifinales      |
| 2020–21   | 1     | FEB Eredivisie | 6.º  | 9–12  | 1.ª ronda        |
| 2021–22   | 1     | BNXT League    | 20.º | 8–22  | Cuartos de final |